# Noah Lyles
Noah Lyles (Gainesville, 18 luglio 1997) è un velocista statunitense, campione olimpico dei 100 metri piani ai Giochi di Parigi 2024 e tre volte campione mondiale dei 200 metri piani, specialità quest'ultima di cui detiene il record nazionale.
Con il tempo di 19"31, stabilito in occasione dei Mondiali di Oregon 2022, è il terzo atleta più veloce di sempre sui 200 metri piani, alle spalle dei giamaicani Usain Bolt e Yohan Blake. Oltre al titolo olimpico nei 100 metri piani e ai tre titoli mondiali nei 200 metri piani, in carriera vanta anche un titolo mondiale nei 100 metri piani e due titoli mondiali nella staffetta 4×100 metri; di quest'ultima specialità detiene anche il record nazionale (insieme a Christian Coleman, Justin Gatlin e Mike Rodgers) con il tempo di 37"10, stabilito in occasione dei Mondiali di Doha 2019.

## Biografia
I suoi genitori, Keisha Caine e Kevin Lyles, gareggiarono in discipline di atletica leggera presso la Seton Hall University. Il padre ha vinto la medaglia d'oro nella staffetta 4×400 m ai campionati mondiali di Göteborg 1995 e all'Universiade di Buffalo 1993.
Si è formato presso la T.C. Williams High School ad Alexandria, in Virginia. Da piccolo ha iniziato con la ginnastica ed è passato all'atletica leggera all'età di dodici anni. Anche il fratello minore, Josephus Lyles, è un velocista capace di scendere sotto i 20" nei 200 metri piani. 
A ventuno anni, il 5 luglio 2019, al meeting Athletissima, in Svizzera, ottava tappa della Diamond League, ha corso i 200 metri piani in 19"50, divenendo all'epoca il quarto atleta più veloce di sempre su questa distanza. Solo Usain Bolt (con 19"19), Yohan Blake (con 19"26) e Michael Johnson (con 19"32) avevano fatto meglio.
Il 1º ottobre 2019 si laurea, per la prima volta nella sua carriera, campione mondiale dei 200 metri piani ai Mondiali di Doha. Nella stessa manifestazione Lyles conquista un altro oro nella 4×100 m, correndo in ultima frazione dopo Christian Coleman, Justin Gatlin e Mike Rodgers, infrangendo il record statunitense con il tempo di 37"10.
Nel 2021, ai Giochi olimpici di Tokyo, Lyles vince la medaglia di bronzo nei 200 m piani, quando i pronostici lo davano per favorito. Lyles ha dichiarato durante la stagione di avere avuto difficoltà con la propria salute mentale e ha rivelato di essere sotto trattamento con farmaci antidepressivi. Circa due settimane dopo i Giochi olimpici si impone sulla distanza al Prefontaine Classic con il tempo di 19"52, aggiudicandosi per la quarta stagione consecutiva il miglior crono stagionale. 
L'anno successivo, dopo un paio di successi sui 60 metri piani nel contesto dell'Indoor Tour Gold, si impone sui 200 metri ai campionati statunitensi all'Hayward Field di Eugene, superando sul traguardo Erriyon Knighton, che poche settimane prima aveva infranto il record mondiale under 20 nella specialità. Ai campionati del mondo di Oregon 2022, disputati sulla stessa pista, si riconferma campione vincendo la medaglia d'oro con il tempo di 19"31 e infrangendo il record statunitense di Michael Johnson che durava dal 1996, divenendo il terzo atleta più veloce sulla distanza dietro ai soli Usain Bolt e Yohan Blake.
L'8 settembre successivo vince il titolo di campione della Diamond League, imponendosi in 19"52 al Weltklasse di Zurigo e chiudendo la stagione dopo aver corso sette volte sotto i 19"68 e tre volte sotto i 19"53, in entrambi i casi il maggior numero di sempre. La sua stagione sui 200 m è considerata da alcuni "la più forte di tutti i tempi".
Nel 2023 si aggiudica, ai campionati mondiali di Budapest, la medaglia d'oro nei 100 metri (siglando con il crono di 9"83 la migliore prestazione mondiale stagionale), nei 200 metri e nella staffetta 4x100 m. Grazie alla vittoria di Budapest diviene il secondo atleta più vincente di sempre sui 200 metri ai campionati del mondo (3 vittorie), superando i connazionali Michael Johnson (2) e Calvin Smith (2), e preceduto unicamente da Usain Bolt (4).
Nel 2024, alle Olimpiadi di Parigi, conquista la medaglia d'oro nei 100 metri piani con il crono di 9"79 (suo record personale) e la medaglia di bronzo nei 200 metri piani, in una gara che non lo vedeva in condizione a causa della positività al COVID-19. Complice il progressivo indebolimento fisico causato dalla malattia, si vede costretto a rinunciare alla staffetta 4x100 m prevista per il 9 agosto di quell'anno, chiudendo di fatto il suo torneo olimpico.

## Record nazionali
Seniores
- 200 metri piani: 19"31 (+0,4 m/s) ( Eugene, 21 luglio 2022)
- Staffetta 4×100 metri: 37"10 ( Doha, 5 ottobre 2019) (Christian Coleman, Justin Gatlin, Mike Rodgers, Noah Lyles)

## Progressione

### 60 metri piani indoor
| Stagione | Tempo | Luogo       | Data      | Rank. Mond. |
| -------- | ----- | ----------- | --------- | ----------- |
| 2023/24  | 6"43  | Albuquerque | 17-2-2024 |             |
| 2022/23  | 6"51  | Boston      | 4-2-2023  |             |
| 2021/22  | 6"55  | Birmingham  | 19-2-2022 |             |
| 2020/21  | 6"76  | New York    | 13-2-2021 |             |
| 2017/18  | 6"57  | Boston      | 10-2-2018 |             |
| 2017/18  | 6"57  | Albuquerque | 17-2-2018 |             |
| 2016/17  | 6"63  | New York    | 11-2-2017 |             |
| 2014/15  | 6"65  | New York    | 15-3-2015 |             |

### 100 metri piani
| Stagione | Tempo | Luogo        | Data      | Rank. Mond. |
| -------- | ----- | ------------ | --------- | ----------- |
| 2024     | 9"79  | Parigi       | 4-8-2024  |             |
| 2023     | 9"83  | Budapest     | 20-8-2023 | 1°          |
| 2022     | 9"95  | Berlino      | 4-9-2022  | 15º         |
| 2021     | 9"95  | Eugene       | 19-6-2021 | 15º         |
| 2020     | 10"04 | Clermont     | 24-7-2020 | 9º          |
| 2019     | 9"86  | Shanghai     | 18-5-2019 | 2º          |
| 2018     | 9"88  | Des Moines   | 22-6-2018 | 3º          |
| 2016     | 10"16 | Eugene       | 2-7-2016  | 114º        |
| 2015     | 10"14 | Eugene       | 26-6-2015 | 82º         |
| 2014     | 10"45 | Greensboro   | 14-6-2014 | 505º        |
| 2013     | 10"86 | Newport News | 1-6-2013  | 2989º       |
| 2012     | 11"27 | Newport News | 8-7-2012  |             |

### 200 metri piani
| Stagione | Tempo | Luogo     | Data      | Rank. Mond. |
| -------- | ----- | --------- | --------- | ----------- |
| 2025     | 19"63 | Eugene    | 3-8-2025  | 1º          |
| 2024     | 19"53 | Eugene    | 29-6-2024 | 2º          |
| 2023     | 19"47 | Londra    | 23-7-2023 | 1º          |
| 2022     | 19"31 | Eugene    | 21-7-2022 | 1º          |
| 2021     | 19"52 | Eugene    | 21-8-2021 | 1º          |
| 2020     | 19"76 | Monaco    | 14-8-2020 | 1º          |
| 2019     | 19"50 | Losanna   | 5-7-2019  | 1º          |
| 2018     | 19"65 | Monaco    | 20-7-2018 | 1º          |
| 2017     | 19"90 | Shanghai  | 13-5-2017 | 4º          |
| 2016     | 20"09 | Eugene    | 9-7-2016  | 17º         |
| 2015     | 20"18 | Eugene    | 27-6-2015 | 28º         |
| 2014     | 20"71 | Nanchino  | 22-8-2014 | 186º        |
| 2013     | 21"26 | Fairfax   | 24-5-2013 | 736º        |
| 2012     | 21"82 | Baltimora | 28-7-2012 | 2364º       |

## Palmarès
| Anno | Manifestazione      | Sede      | Evento      | Risultato  | Prestazione | Note                                                       |
| ---- | ------------------- | --------- | ----------- | ---------- | ----------- | ---------------------------------------------------------- |
| 2013 | Mondiali U18        | Donec'k   | 200 m piani | Semifinale | 21"58       |                                                            |
| 2013 | Mondiali U18        | Donec'k   | Svedese     | Argento    | 1'50"14     | [ 9 ]                                                      |
| 2014 | Olimpiadi giovanili | Nanchino  | 200 m piani | Oro        | 20"80       |                                                            |
| 2015 | Panamericani U20    | Edmonton  | 100 m piani | Argento    | 10"18       |                                                            |
| 2015 | Panamericani U20    | Edmonton  | 200 m piani | Oro        | 20"27       |                                                            |
| 2016 | Mondiali U20        | Bydgoszcz | 100 m piani | Oro        | 10"17       |                                                            |
| 2016 | Mondiali U20        | Bydgoszcz | 4×100 m     | Oro        | 38"93       | [ 10 ]                                                     |
| 2017 | World Relays        | Nassau    | 4×200 m     | Argento    | 1'19"88     | [ 11 ]                                                     |
| 2019 | World Relays        | Yokohama  | 4×100 m     | Argento    | 38"07       | Miglior prestazione personale stagionale                   |
| 2019 | Mondiali            | Doha      | 200 m piani | Oro        | 19"83       |                                                            |
| 2019 | Mondiali            | Doha      | 4×100 m     | Oro        | 37"10       | Record nazionale · Miglior prestazione mondiale stagionale |
| 2021 | Giochi olimpici     | Tokyo     | 200 m piani | Bronzo     | 19"74       | Miglior prestazione personale stagionale                   |
| 2022 | Mondiali            | Eugene    | 200 m piani | Oro        | 19"31       | Record nazionale · Miglior prestazione mondiale stagionale |
| 2022 | Mondiali            | Eugene    | 4×100 m     | Argento    | 37"55       | Miglior prestazione personale stagionale                   |
| 2023 | Mondiali            | Budapest  | 100 m piani | Oro        | 9"83        | =                                                          |
| 2023 | Mondiali            | Budapest  | 200 m piani | Oro        | 19"52       |                                                            |
| 2023 | Mondiali            | Budapest  | 4×100 m     | Oro        | 37"38       | Miglior prestazione mondiale stagionale                    |
| 2024 | Mondiali indoor     | Glasgow   | 60 m piani  | Argento    | 6"44        |                                                            |
| 2024 | Mondiali indoor     | Glasgow   | 4×400 m     | Argento    | 3'02"60     |                                                            |
| 2024 | World Relays        | Nassau    | 4×100 m     | Oro        | 37"40       |                                                            |
| 2024 | Giochi olimpici     | Parigi    | 100 m piani | Oro        | 9"79        | Miglior prestazione personale                              |
| 2024 | Giochi olimpici     | Parigi    | 200 m piani | Bronzo     | 19"70       |                                                            |

## Campionati nazionali
- 2 volte campione nazionale dei 100 metri piani (2018, 2024)
- 5 volte campione nazionale dei 200 metri piani (2019, 2021, 2022, 2024, 2025)
- 1 volta campione nazionale indoor dei 300 metri piani (2017)

2017
- Oro ai campionati statunitensi assoluti indoor, 300 m piani - 31"87

2018
- Oro ai campionati statunitensi assoluti, 100 m piani - 9"88

2019
- Oro ai campionati statunitensi assoluti, 200 m piani - 19"78

2021
- Oro ai campionati statunitensi assoluti, 200 m piani - 19"74

2022
- Oro ai campionati statunitensi assoluti, 200 m piani - 19"67

2024
- Oro ai campionati statunitensi assoluti, 100 m piani - 9"83
- Oro ai campionati statunitensi assoluti, 200 m piani - 19"53

2025
- Oro ai campionati statunitensi assoluti, 200 m piani - 19"63

## Altre competizioni internazionali
2017
- Oro allo Shanghai Golden Grand Prix ( Shanghai), 200 m piani - 19"90
- Oro al Memorial Van Damme ( Bruxelles), 200 m piani - 20"00
- Vincitore della Diamond League nella specialità dei 200 m piani

2018
- Oro alla Doha Diamond League ( Doha), 200 m piani - 19"83
- Oro al Prefontaine Classic ( Eugene), 200 m piani - 19"69
- Oro all'Athletissima ( Losanna), 200 m piani - 19"69
- Bronzo al Meeting international Mohammed VI d'athlétisme de Rabat ( Rabat), 100 m piani - 9"99
- Oro all'Herculis ( Monaco), 200 m piani - 19"65
- Bronzo al Birmingham Grand Prix ( Birmingham), 100 m piani - 9"98
- Oro al Weltklasse Zürich ( Zurigo), 200m piani - 19"67
- Oro in Coppa continentale ( Ostrava), 100 m piani - 10"01
- Oro in Coppa continentale( Ostrava), 4×100 m - 38"05
- Vincitore della Diamond League nella specialità dei 200 m piani

2019
- Oro allo Shanghai Golden Grand Prix ( Shanghai), 100 m piani - 9"86
- Argento al Golden Gala Pietro Mennea ( Roma), 200 m piani - 19"72
- Oro all'Athletissima ( Losanna), 200 m piani - 19"50
- Oro al Meeting de Paris ( Parigi, 200 m piani - 19"65
- Oro al Weltklasse Zürich ( Zurigo), 100 m piani - 9"98
- Vincitore della Diamond League nella specialità dei 100 m piani
- Vincitore della Diamond League nella specialità dei 200 m piani

2020
- Oro all'Herculis ( Monaco), 200 m piani - 19"76

2021
- Oro al Prefontaine Classic ( Eugene), 200 m piani - 19"52

2022
- Oro alla Doha Diamond League ( Doha), 200 m piani - 19"72
- Oro all'Herculis ( Monaco), 200 m piani - 19"46
- Oro all'Athletissima ( Losanna), 200 m piani - 19"56
- Oro al Weltklasse Zürich ( Zurigo), 200 m piani - 19"52
- Vincitore della Diamond League nella specialità dei 200 m piani

2023
- Oro al Meeting de Paris ( Parigi), 100 m piani - 9"97
- Oro ai London Anniversary Games ( Londra), 200 m piani - 19"47
- Oro al Weltklasse Zürich ( Zurigo), 200 m piani - 19"80
- Argento al Prefontaine Classic ( Eugene), 100 m piani - 9"85

2024
- Oro al London Athletics Meet 2024 ( Londra), 100 m piani - 9"81

2025
- Oro all'Herculis ( Monaco), 200 m piani - 19"88
- Argento al London Athletics Meet ( Londra), 100 m piani - 10"00
- Argento al Kamila Skolimowska Memorial ( Chorzów), 100 m piani - 9"90
- Argento all'Athletissima ( Losanna), 100 m piani - 10"02

## Riconoscimenti
- Atleta mondiale dell'anno (2023)